# نادي الأشرفية الرياضي
نادي الأشرفية الرياضي هو نادي كرة سلة أردني مقره في منطقة الأشرفية في إربد، الأردن. يتنافس حاليًا في الدوري الأردني الممتاز لكرة السلة، وهو المستوى الأعلى لكرة السلة الأردنية.

## اللاعبون

### القائمة الحالية
ملاحظة: تُشير الأعلام إلى أهلية الفريق الوطني في الأحداث التي يعترف بها الاتحاد الدولي لكرة السلة. قد يَحمل اللاعبون جنسية غير مَعروضة، وهي من غير الاتحاد الدولي لكرة السلة.

## روابط خارجية
- الملف الشخصي للفريق في Asia-basket.com